# Ley de Tolerancia
La Ley de Tolerancia fue una ley aprobada por el Parlamento de Inglaterra el 24 de mayo de 1689, cuyo nombre completo era "Ley para exceptuar a los súbditos protestantes de Su Majestad que disientan de la Iglesia de Inglaterra de las penalidades de ciertas leyes". La ley concedía libertad de culto a los inconformistas que habían tomado los juramentos de lealtad y supremacía y que rechazaban formalmente la transsubstanciación, esto es, los protestantes que disentían de la Iglesia de Inglaterra, tales como los bautistas y congregacionalistas, pero no a los católicos o a los unitarios o antitrinitarios. Se permitió a los inconformistas que tuvieran sus propios lugares de culto y sus propios maestros y predicadores, sujetos a la aceptación de ciertos juramentos de fidelidad.
Esta ley no se aplicó deliberadamente a los católicos y no-trinitarios y mantuvieron las trabas sociales y políticos existentes para los dissenters, incluyendo su exclusión de cargos políticos y de las universidades. Se obligó a los disidentes a que registraran sus locales de reunión y se les prohibió reunirse en casas privadas. Todo predicador que disintiera debía obtener una licencia para ejercer su labor.